# Megadermatidae
Megadermatidae é uma família de morcegos da ordem Chiroptera. Popularmente são conhecidos como falsos-vampiros. Está distribuída pela África, Ásia e Austrália.

## Classificação
São conhecidos 5 gêneros e 6 espécies recentes, e um gênero e espécie fóssil:
- Gênero Cardioderma Peters, 1873
  - Cardioderma cor (Peters, 1872)
- Gênero Eudiscoderma Soisook, Prajakjitr, Karapan, Francis & Bates, 2015
  - Eudiscoderma thongareeae Soisook, Prajakjitr, Karapan, Francis & Bates, 2015
- Gênero Lavia Gray, 1838
  - Lavia frons (É. Geoffroy, 1810)
- Gênero Macroderma Miller, 1906
  - Macroderma gigas (Dobson, 1880)
- Gênero Megaderma É. Geoffroy, 1810
  - Megaderma spasma (Linnaeus, 1758)
  - Megaderma lyra É. Geoffroy, 1810
- Gênero †Saharaderma Gunnell et al. 2008
  - †Saharaderma pseudovampyrus Gunnell et al. 2008